# Hilaira sibirica
Hilaira sibirica là một loài nhện trong họ Linyphiidae.
Loài này thuộc chi Hilaira. Hilaira sibirica được Kirill Yuryevich Eskov miêu tả năm 1987.